# لويس باركر (لاعبة كرة قاعدة)
لويس باركر (بالإنجليزية: Lois Barker)‏ هي لاعبة كرة قاعدة أمريكية، ولدت في 7 أبريل 1923 في دوفر في الولايات المتحدة، وتوفيت في 14 فبراير 2018 في موريستاون في الولايات المتحدة.